# كريستوفر ريان
كريستوفر ريان (بالإنجليزية: Christopher Ryan)‏ هو مدون صوتي وكاتب وعالم نفس أمريكي، ولد في 13 فبراير 1962.